# Мельничук Володимир Валерійович
Володи́мир Вале́рійович Мельничу́к (22 серпня 1974, Київ, УРСР — 20 лютого 2014, Київ, Україна) — учасник Євромайдану, загинув від кулі снайпера. Боєць Небесної Сотні, Герой України.

## Біографія

### На Майдані
Володимир був активістом Майдану від самого його початку. Рідні кажуть, що він не брав безпосередньої участі в силовому протистоянні, але був волонтером — допомагав, як міг.

## Вшанування пам'яті

Місце загибелі Володимира Мельничука

Похорон відбувся 23 лютого 2014 року на афганському цвинтарі у Вишгороді.

### Нагороди
- Звання Герой України з удостоєнням ордена «Золота Зірка» (21 листопада 2014, посмертно) — за громадянську мужність, патріотизм, героїчне відстоювання конституційних засад демократії, прав і свобод людини, самовіддане служіння Українському народу, виявлені під час Революції гідності[1]
- Медаль «За жертовність і любов до України» (УПЦ КП, червень 2015) (посмертно)[2]

### У літературі
Київська поетеса Ірина Рассвєтная присвятила Володимиру вірш.